# Lorenzo Mendoza

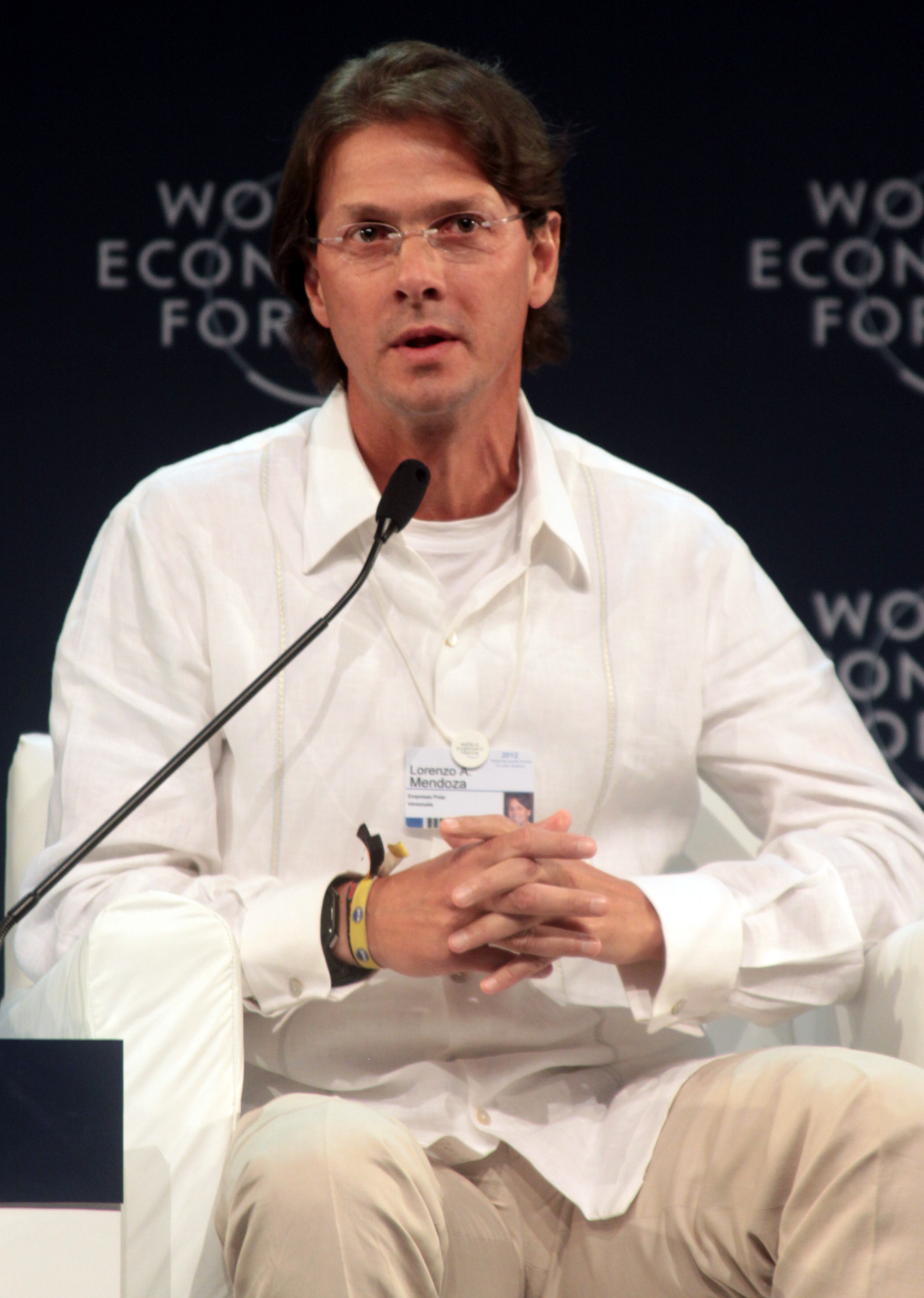
Lorenzo Mendoza (2012)

Lorenzo Alejandro Mendoza Giménez (* 5. Oktober 1965 in Caracas) ist ein venezolanischer Unternehmer in der Nahrungsmittelbranche. Er ist Vorstandsvorsitzender (presidente ejecutivo) der Unternehmensgruppe Empresas Polar, die größtenteils im Besitz seiner Familie ist. Nach Einschätzungen des Forbes Magazine sank das Vermögen Mendozas und seiner Familie von 6 Mrd. US-Dollar im Jahre 2007 auf rund 1,2 Mrd. US-Dollar im Jahre 2016.

## Herkunft und Werdegang
Lorenzo Mendoza stammt aus einer Unternehmerfamilie. Sein Großvater und sein Vater gleichen Namens waren entscheidend am Aufbau der Polar-Gruppe beteiligt. Sein Großvater Lorenzo Alejandro Mendoza Fleury hatte in den 1930er Jahren das Familienunternehmen von Seifen- auf Bierproduktion umgestellt und in Venezuela die Pilsmarke Polar Beer – ein Wortspiel zu Polarbär – erfolgreich etabliert. Mendozas Vater, Lorenzo Alejandro Mendoza Quintero, Psychologe und Psychiater, übernahm 1969 die Unternehmensleitung, nachdem sein älterer Bruder, der das Unternehmen geleitet hatte, verstorben war und sein Vater sich aus Altersgründen zurückgezogen hatte. Er leitete die Unternehmensgruppe bis 1987, als er im Alter von 55 Jahren starb. Sein Sohn und designierter Nachfolger Lorenzo studierte zu diesem Zeitpunkt Industrieingenieurwesen an der Fordham University in New York. Daher übernahm zunächst seine Mutter Leonor die Unternehmensleitung, während Lorenzo sein Studium abschloss, praktische Erfahrungen im Finanzsektor sammelte und 1992 seinen MBA am Massachusetts Institute of Technology erwarb.

## Unternehmerische Tätigkeit
Mendoza kehrte nach Caracas zurück und übernahm den Vorsitz der Unternehmensgruppe Empresas Polar. Unter seiner Leitung stieg die Unternehmensgruppe in neue Branchen außerhalb des Lebensmittelbereichs ein, insbesondere in den Bankensektor und die petrochemische Industrie. Trotz einiger Investitionen in Nachbarländern liegt der Tätigkeitsschwerpunkt des Grupo Polar deutlich in Venezuela. 1996 übernahm die Polar-Gruppe von der Unternehmensgruppe Cisneros die Pepsi-Lizenz für Venezuela, nachdem diese sich für Coca-Cola entschieden hatte. Der Brauereibetrieb mit über 50 % Marktanteil in Venezuela galt 2001 als das 14.-größte Unternehmen seiner Art auf der Welt. Zur Unternehmensgruppe gehören etwa 40 Unternehmen mit mehr als 17.000 Mitarbeitern. Das Unternehmen stellt im Weiteren das Mehl für die Maisfladen Arepas her, dem Grundnahrungsmittel der Venezolaner, zudem werden neben Bier auch Speiseeis, Nudeln, Reis, Maisöl, Wein, Erfrischungsgetränke sowie Plastikflaschen und Bierdosen produziert. 2016 musste seine Polar-Brauerei die Bierproduktion für ein paar Monate stoppen, da mangels Devisen kein Gerstenmalz im Ausland gekauft werden konnte.

## Politisches Engagement
Im Gegensatz zu anderen venezolanischen Unternehmern wie Gustavo Cisneros hatte er sich lange nicht offen gegen die Politik von Präsident Hugo Chávez geäußert. Ende 2002 und Anfang 2003 ließ er seine in Monopolstellung befindlichen Produktionsanlagen stoppen, als Regierungsgegner zu einem »Generalstreik« gegen den damaligen Präsidenten Hugo Chávez aufgerufen hatten.
Nachdem im September 2005 ein Firmengelände des Grupo Polar im Bundesstaat Barinas, dessen Gouverneur Chávez’ Vater Hugo de los Reyes Chávez ist, wegen „Unternutzung des Bodens“ beschlagnahmt wurde, äußerte sich Mendoza gegen die politische Maßnahme und legte Beschwerde beim Obersten Gerichtshof ein. Auf dem Gelände befanden sich eine Marketingabteilung sowie von der Regierung als leerstehend eingestufte Maissilos. Hintergrund war ein industriepolitisches Programm Chávez’, in dem „unterproduzierende“ Firmen beschlagnahmt und dem „venezolanischen Volk“ zur Produktion übergeben werden. Im November 2005 nahm der Oberste Gerichtshof die Beschwerde des Grupo Polar an und verfügte, die Enteignungstätigkeiten bis auf weiteres auszusetzen.
Der Unternehmer wurde im Januar 2018 unter anderem bei einem Demonstrationszug zum Sitz seines Polar-Konzerns von dem Bündnis Movimento Independiente Nacional de Alianzas Sociales (M.I.N.A.S) aufgefordert, bei der Präsidentschaftswahl in Venezuela 2018 zu kandidieren.
Die Chancen einer erfolgreichen Präsidentschaftskandidatur von Lorenzo Mendoza stehen nach Analyse der Daten des Meinungsforschungsinstituts „Venebarometro“ gut. Im Kampf um die Führerschaft Venezuelas müssten jedoch zuvor die potentiellen Mitbewerber aus der Opposition  Leopoldo López (steht derzeit unter Hausarrest), Henrique Capriles (derzeit gesperrt für politische  Aktivitäten), Julio Borges und María Corina Machado ihm den Weg freimachen und unterstützen.

## Sonstige Mitgliedschaften und Aktivitäten
Lorenzo Mendoza ist Ashoka Fellows und Young Global Leaders. 2011 moderierte er beim World Economic Forum in Davos den Bereich „Music for Social Change“ in der Diskussionsrunde zum Thema „How can music transform communities and unite people?“ 2016 nahm er am Dialog „Regions in Transformation: Latin America“ teil und hält 2018 dort eine Rede zum Thema: „Standing Up for Social Progress“.

## Privatleben
Mendoza lebt in Caracas, ist verheiratet und hat sechs Kinder.  Seine Familie unterhält seit 1977 eine der bedeutendsten wohltätigen Stiftungen des Landes, die Fundación Empresas Polar.